# Histoire de l'athéisme en Occident
Bien que l'on considère souvent l'athéisme comme un phénomène moderne, l'histoire de l'athéisme remonte à l'Antiquité. Toutefois, le sens attribué à athée et athéisme varie d'une époque à l'autre, d'un contexte à l'autre, d'un auteur à l'autre : en 1926, André Lalande écrit : « ce terme nous paraît donc ne comporter qu'une valeur historique à déterminer dans chaque cas particulier, plutôt qu'une signification théorique définie ; ce qui, pour l'un, est affirmation de la divinité, peut être athéisme pour l'autre. Il convient donc mieux aux polémiques religieuses qu'à la discussion philosophique, d'où il tend d'ailleurs à disparaître ».
Selon Michel Onfray, philosophe et fondateur de l'université populaire de Caen, « il n'y a pas d'athéisme au sens contemporain du terme avant le XVIIIe siècle » pour cause légale et sociale. Plus avant dans sa conférence d'introduction, il expose que les philosophes antiques que nous nommons aujourd'hui « athées » présentent en fait plusieurs variantes de scepticisme. Pour d'autres historiens, remettant en cause les conclusions de Lucien Febvre, « les plus vieilles civilisations ont connu une part d'athéisme ».
Aux temps préhistoriques (qui représentent une durée largement supérieure à celle de l'histoire), l'absence de trace écrite rend aléatoire toute supputation sur la nature des éventuelles préoccupations métaphysiques humaines, et sur la pertinence d'une transposition des notions modernes de croyance religieuse et d'athéisme.
L'anthropologie, l'ethnographie et plus généralement toutes les sciences humaines exposent, à la plupart des époques connues, l'association systématique de concepts religieux extrêmement variés dans la naissance de toutes les sociétés examinées ; le principe religieux et le principe politique ne font alors qu'un. À l'inverse, l'athéisme, qui suppose d'abord une critique, puis éventuellement un rejet de ces concepts religieux, émerge au fil des siècles, dès que ce système religieux ne rend plus compte de la société qui l'a sécrété. Pour l'Occident, d'après Michel Onfray, c'est au XVIIIe siècle.

## À l'origine de l'humanité

### Premières études
À la fin du XIXe siècle, déterminer si les hommes primitifs de l'humanité originelle étaient croyants ou athées était un enjeu politique en Europe, car l'athéisme se développait et contestait la place de la religion dans tous les domaines de la société, et la légitimité semblait aller à l'attitude (théiste ou athée) la plus ancienne chez l'humain. Les modèles d'hommes primitifs étant les peuples non-européens d'Océanie, Mélanésie, d'Amérique du Sud, Polynésie, les Malgaches, les Aborigènes, etc. ; ce qui apparaît, rétrospectivement, comme une présomption autocentrique.
Ainsi, en 1870, John Lubbock affirme-t-il, après avoir étudié de tels peuples, que l'humanité originelle était athée, qu'elle n'avait aucune idée d'un monde divin. Il décrit également une évolution de l'homme primitif passant par des phases telles que le fétichisme, le totémisme, etc. Lubbock cite également des peuples entièrement athées (Cafres, Mélanésiens, Yagans, Aruntas). Dès l'année suivante, Edward Tylor contesta ce travail en montrant que l'idée d'absence de Dieu chez les primitifs était dû à l'inadéquation du concept occidental de croyance pour décrire les croyances primitives : celles-ci seraient plutôt des conceptions surhumaines ou extra-humaines de la réalité. Se succèdent ensuite des études d'auteurs divers (Herbert Spencer, Alfred William Howitt, Andrew Land, Wilhelm Schmidt, etc) décrivant en détail les cultes mais concluant souvent qu'un dieu monothéiste originel se retrouve chez nombre de peuples primitifs, quelques autres auteurs concluant à l'inverse à l'absence de sentiments religieux. Mais émergent aussi quelques études décrivant les croyances primitives par le « mana », décrit par Robert Henry Codrington (en) comme une « puissance ou influence surnaturelle qui entre en jeu pour effectuer tout ce qui est au-delà du pouvoir ordinaire de l'homme, en dehors du processus commun de la nature », dont la définition sera remaniée ensuite.
En 1912, Émile Durkheim se saisit du débat sur les formes élémentaires de la vie religieuse (titre de son livre). Décrivant la religion comme centrée sur le totem, les rites et les tabous, il la considère comme un miroir de la société : « Si la religion a engendré tout ce qu'il y a d'essentiel dans la société, c'est que l'idée de société est l'âme de la religion ». Pour Durkheim, toutes les catégories fondamentales de la pensée sont d'origine religieuse, et sont présentes dans les religions des peuples les plus primitifs, donc à l'origine de l'humanité. Le culte étant autant social que religieux, il n'y a aucune place pour l'athéisme chez un peuple primitif. Durkheim s'accorde ainsi avec la majorité des ethnologues et sociologues de son époque, sans pour autant expliciter la distinction entre les croyances religieuses contemporaines et les croyances primitives, voire originelles.

### Le mana
Le mana serait largement répandu chez les peuples primitifs, et constituerait une étape incontournable dans l'évolution des croyances humaines.
Décelé dès 1891 par Robert Henry Codrington (en) chez les mélanésiens, son intérêt est surtout mis en avant par Lehmann en 1915 qui voit le mana présent chez nombre de peuples et sous d'autres noms, et qu'il décrit comme une sorte d'objectivation de la crainte à l'égard de l'objet, ou de l'être, comme si les objets étaient chargés d'intentions, sans notion de divin ou de sacré, une sorte de pré-animisme. D'après Georges Gusdorf, « le mana est immanent à l'existence dans sa spontanéité, mais il peut se rencontrer aussi bien du côté du sujet que du côté de l'objet. [...] l'intention mana ne désigne pas particulièrement une situation proprement religieuse : elle indique une certaine polarisation de l'existence dans son ensemble, en dehors de toute référence à des dieux ou même des esprits, si imprécis qu'ils soient ». D'après Lehmann, du mana découleraient la magie et la religion suivant que le pouvoir est attribué à l'objet lui-même ou à un esprit qui dirige l'objet. Cette racine commune à la magie et à la religion est également reprise par Henri Bergson et Claude Levi-Strauss. 

### Les mythes
L'importance des mythes aux origines des religions est reconnue. L'homme primitif est immergé dans une réalité mythique, vivant ainsi dans le sacré, sans le conceptualiser, sans distinction entre profane et divin, mais il peut réagir négativement vis-à-vis du mythe. Toutefois, il n'y a pas de distinction entre religion et athéisme à ce stade car il n'y a pas de distinction entre un monde humain et un monde divin, de même qu'il n'existe pas de mana détaché des objets, événements ou êtres comme le précise Mircea Eliade.
L'attitude religieuse nait de la conceptualisation du mythe, de son organisation par un discours cohérent distinguant le sacré du profane. Le mythe devient représenté, joué, pensé, le monde divin prend son autonomie et sa transcendance, et peut être alors rejeté, au moins en partie, dans la pratique du culte ou dans la pensée.

### Les plus anciens athéismes
Il semble que l'on puisse identifier des athées en Inde 2 500 ans avant Jésus Christ. De manière plus certaine, toujours en Inde et à partir du IVe siècle av. J.-C., les philosophies Vaisheshika et Sâmkhya sont qualifiables d'athées, et on en retrouve des adeptes jusqu'aux temps modernes.
Depuis l'Antiquité, en Chine, la majorité de la population a des attitudes, des pratiques et des religions syncrétiques sans dieu, divinité ni miracle, dont le confucianisme qui peut être qualifié à lui seul de « kaléidoscope athéico-religieux ».

## Dans l'Antiquité

### En Grèce

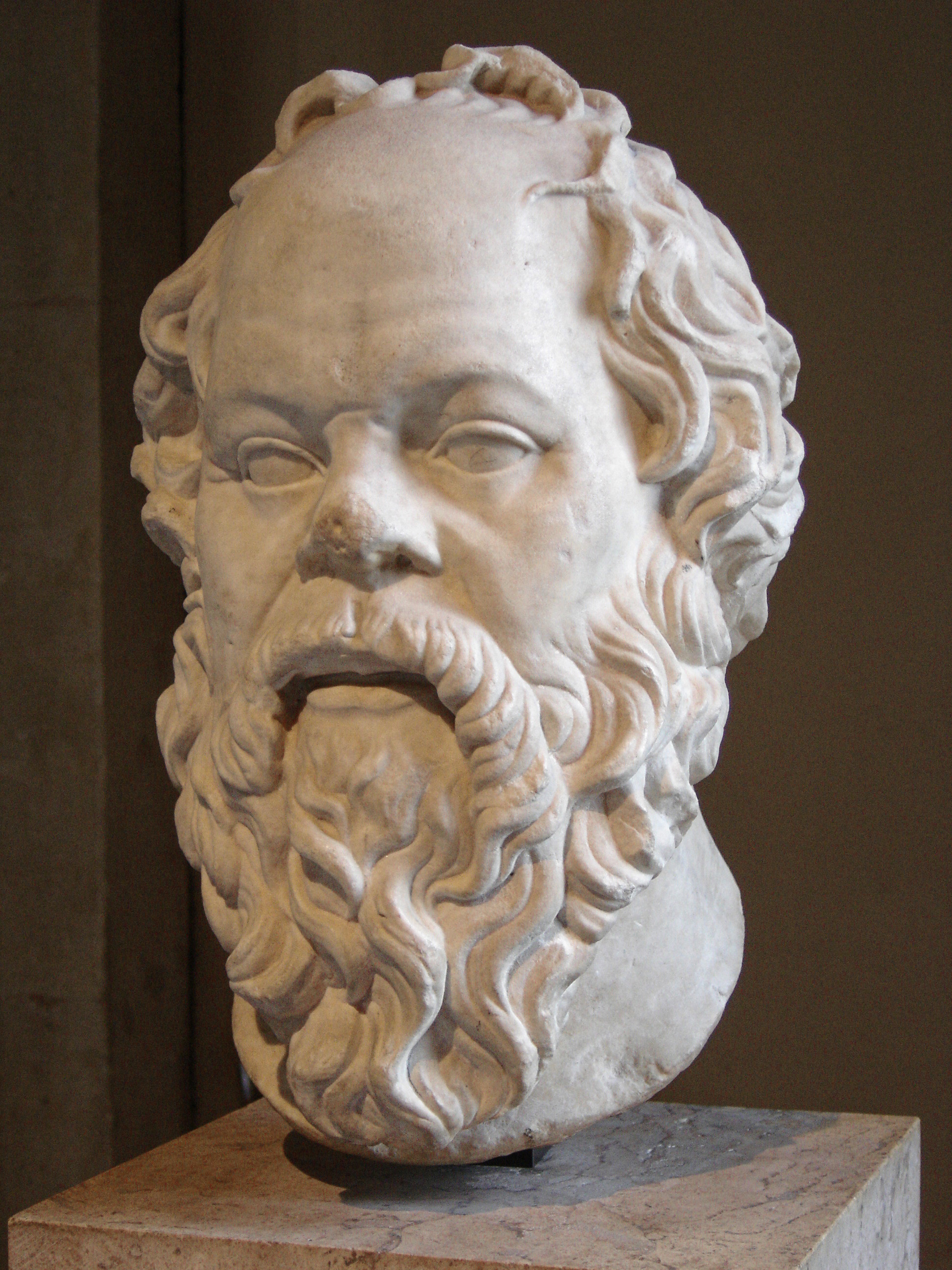
Socrate est accusé d'impiété.

Dans la Grèce antique, un atheos est celui qui ne croit pas aux dieux traditionnels ; il peut donc être croyant envers d'autres dieux, ou superstitieux. L'incroyance et la croyance sont mêlées dans les multiples courants philosophiques qui se développent.
D'après Georges Minois, l'évolution de la religiosité dans l'Antiquité grecque peut se décrire par trois époques :
- Avant le Ve siècle av. J.-C., une grande liberté de penser et d'expression est admise à Athènes. La religion officielle d’Athènes, pleine de dieux mythiques présents au quotidien par les oracles et le clergé des temples, est accompagnée de superstitions et de pratiques magiques. Les philosophes donnent souvent des explications matérialistes du monde : il serait constitué d'une matière unique (l'apeiron, le feu, la terre, les atomes, ou plusieurs éléments, suivant les auteurs) incréée et éternelle, dotée souvent d'une capacité d'organisation ou de vie. Ceci les rapproche d'un panthéisme, mais aussi, pour certains d'un athéisme tant la conception du monde peut être dégagée de tout Être. Les dieux du Panthéon sont relégués au rang de croyances populaires, de croyances nécessaires à l'ordre moral ou social, de simulacres explicables[6].
- À Athènes, à partir de 432 av. J.-C., et durant environ un siècle, le décret de Diopeithès permet des poursuites envers les impies, ceux qui ne croient pas aux dieux reconnus par l’État, mais cela ne freinera pas la multiplication des philosophies matérialistes, toujours panthéistes. Des accusations d'impiétés s’abattent sur des philosophes, qui sont condamnés à l'exil, la prison ou la mort. Anaxagore de Clazomènes, Protagoras, Socrate entre autres en sont victimes. Platon répertorie trois sortes d'incroyants : ceux qui ne croient pas du tout à l'existence des dieux, ceux qui croient que les dieux sont indifférents aux affaires humaines, et ceux qui croient pouvoir les faire changer d'avis par leurs prières et leurs sacrifices. Platon, dans son texte Les Lois, est favorable aux condamnations des impies, les considérant comme immoraux, incapables de « dominer leur jouissance et leurs passions », mais aussi incapables d'accéder au monde des idées, propre à la vision platonicienne du monde[6].
- Du IVe au IIIe siècle av. J.-C., le culte officiel s'affaiblit dans les pratiques de tous, même chez le petit peuple, le doute et l'indifférence progressent, et les promesses d'immortalité disparaissent sur les pierres tombales. Un panthéisme stoïcien (qualifié de « religiosité sans dieu » par Maria Daraki) se fait jour, mais aussi un athéisme pratique, voire théorique, et des cultes divers fleurissent (cultes du mystère, de la magie, de la sorcellerie). Des souverains divinisés font leur apparition (Démétrios et son épouse). Les dieux sont expliqués par les sophistes, en particulier par Évhémère qui les considère comme d'anciens hommes célèbres divinisés après leur mort, ou de leur vivant, suivant les versions. Le panthéisme stoïcien sacralise l'homme, surtout le sage qui, par sa personne, rend consciente la volonté de la nature, le Grand Tout ; ce qui serait assimilable à une forme d'athéisme. Plus athéiste encore, l'épicurisme trouverait son origine dans un rejet de la crainte qu'inspirent les dieux, et serait la première tentative de fonder une morale athée à partir de la recherche du bonheur individuel terrestre (d'autant que l'âme est mortelle comme le corps) que l'on trouve dans l'ataraxie, plus proche de l'ascétisme que du divertissement[6].

### À Rome
Le monde romain, une fois maître de la Grèce, reprendra de nombreuses notions à la fois des cultes et des philosophes grecs, ce qui ne l'aidera pas à affermir ses convictions religieuses qui avaient déjà commencé à être livrées aux doutes et aux critiques. Diogène se moque des dieux, mais penche vers le panthéisme, Bion de Borysthène prêche l'athéisme, Carnéade démontre l'impossibilité de prouver l'existence de dieu, etc. La religion officielle décline aux yeux de tous, les religions, superstitions et philosophies d'origines diverses prolifèrent, le scepticisme trouve de nombreux adeptes, dont Cicéron. Dans cette ambiance de relativisme religieux, c'est une sorte de marché de la croyance qui s'offre à chacun. Le Christianisme a longtemps été considéré comme une secte parmi d'autres, et même comme « athée » par les philosophes car donnant une « image dégradante des dieux ». Car telle est la notion d'athéisme à ce moment : « Si, en premier lieu , athéisme signifie négation directe de Dieu, il consiste d'abord et surtout dans le fait d'admettre une notion de Dieu qui l'annule en tant que Dieu et l'abaisse en face de sa majesté » écrit Cornelio Fabro à propos de cette période. Au premier siècle, la doctrine chrétienne dont le Dieu, tout puissant, descend au rang d'homme, par son fils qu'il laisse agoniser et capable de résurrection d'entre les morts, est alors considérée comme athée. La situation se retournera quand l'Empire, voulant s'appuyer sur une religion pour s'assurer la soumission au pouvoir, désignera le Christianisme comme religion officielle, en 381 : l'hérésie envers cette religion officielle devient passible de condamnation.

### Chez les Hébreux
Chez les Hébreux, ceux pour qui « il n'y a pas de Dieu » (psaume 14,1 de la Bible) sont des sceptiques pour lesquels Dieu est indifférent ou impuissant à châtier les coupables, et si l'athéisme est un « concept inconnu de la langue hébraïque », il est possible qu'il y ait eu un athéisme pratique à l'exemple de Qohélet pour qui Dieu est lointain et laisse prospérer l'injustice, appelant à profiter pleinement de la vie terrestre car « il n'y a ni œuvre, ni bilan, ni savoir, ni sagesse dans le séjour des morts où tu t'en iras ».

## Au Moyen Âge
(mars 2025).
Du Moyen Âge, reste un seul type de sources d'informations : des écrits de religieux. Dans leur écrasante majorité ces auteurs dissertent sur Dieu, ses attributs, la connaissance du monde, la scolastique, les opinions d'autres auteurs, etc. C'est par les descriptions faites par d'autres auteurs que sont un peu connus des livres disparus car brûlés par l’Église[non neutre],. Mais dans tous les cas, les livres rendent très peu compte des opinions critiques des populations rurales et urbaines, les historiens doivent les déduire des condamnations (verbales, au moins) des impiétés, parfois à partir de traités d’évêques au sujet des excommuniés ou d'enquêtes d'inquisiteurs.
« Dans la chrétienté de la fin du XVe siècle, des franges non négligeables de la société vivent implicitement un athéisme latent, théorique ou pratique, » affirme Georges Minois.

### Chez les lettrés
Les lettrés du monde arabo-musulman sont ouverts plus tôt que ceux de la chrétienté à la science et à certains philosophes de l'Antiquité, dont le rationnel Aristote, et chez eux une incrédulité se fait jour. Selon l'historien Georges Minois, les philosophes Ibn Tufayl, Averroès, Avicenne, puis Maïmonide, les averroïstes latins Siger de Brabant et Boèce de Dacie, enfin l'averroïste juif Isaac Albalag, élaborent des doctrines proches de celle qui sera appelée « la double vérité » dans le monde chrétien : ce qui est vrai pour la raison ne l'est pas toujours pour la foi, sans remise en cause de la foi. Georges Minois s'oppose en affirmant cela à la plupart des historiens de la philosophie médiévale qui ont donné un certain nombre d'arguments visant à réfuter l'existence d'une doctrine telle que celle de la double vérité. Il écrit en effet que « Quelles que soient les subtilités déployées par les théologiens et les commentateurs pour le nier, il y a bien affirmation d'une double vérité, affirmation inacceptable pour les autorités religieuses ». Des poètes arabes épicuriens, les Zindigs (en), décrivent le prophète Mahomet comme un simple sage, au Xe siècle des conférences à Bagdad (ou Barcelone, en 1263) rassemblent des musulmans, des juifs et des chrétiens pour débattre de leurs opinions « avec des arguments tirés de la raison humaine ».
Cependant, les médiévistes et spécialistes de l'averroïsme Ferdinand Sassen, Étienne Gilson, Pierre Michaud-Quentin, David Piché, Luca Bianchi et Ali Benmakhlouf soutiennent que la doctrine de la double vérité est un mythe et n'a jamais été défendue par quelque auteur que ce soit. C'est une accusation portée contre les averroïstes latins par l'évêque Étienne Tempier en 1270 puis 1277, pour discréditer les « artiens » (théologiens de la faculté des Arts) Siger de Brabant et Boèce de Dacie. Ali Benmakhlouf montre au contraire que pour Averroès, « la vérité ne saurait contredire la vérité, elle s'accorde avec elle et témoigne en sa faveur ».
Entre les XIe et XIIIe siècles, inspirés par l'exemple des averroïstes, et par ceux de l'Antiquité, en particulier par Aristote, des lettrés chrétiens appliquent la raison à toute chose, y compris à des notions considérées comme des dogmes religieux, s'obligeant ainsi à élaborer une prétendue pratique de « la double vérité ». C'est une appellation inventée par Thomas d'Aquin pour désigner cette méthode condamnable à ses yeux, et qu'il dénoncera chez Siger de Brabant, qui sera alors reconnu comme hérétique puis prisonnier à la cour pontificale d'Orvieto, où il finira assassiné. Plus de deux cents thèses de l'université de Paris seront censurées pour la même raison. Dieu n'est pas remis en question par les lettrés universitaires, dans cette période, mais il peut être « délibérément mis de côté par les uns, assujetti à la raison par les autres ».
Au XIIIe siècle, l'Empereur Frédéric II, et, dans une moindre mesure, le roi Alphonse X de Castille, entretenaient dans leurs cours des lettrés développant des thèses rationnelles mettant en doute toutes les croyances, ne rejetant a priori aucune source d'information. En 1239, le pape Grégoire IX dira de Frédéric II : « Nous avons des preuves contre sa foi », et la légende le dépeindra comme un athée. D'autres seigneurs locaux manifestent aussi une grande liberté de parole envers les dogmes de la religion, chrétienne ou autre. Les lettrés rationalistes les plus audacieux de cette époque traitent les prophètes monothéistes de menteurs, sous couvert de vouloir faire une étude d'école de cette affirmation ; quelques autres s'approchent d'un naturalisme athée, sans l'atteindre.
Finalement, aux yeux des lecteurs des XXe et XXIe siècles, le principal indice d'une pensée athée se trouve chez les penseurs fervents catholiques : entre les XIe et XIIIe siècles, l'obsession de vouloir prouver l'existence de Dieu, par les raisonnements de la scolastique et de la théologie spéculative montre bien la difficulté de trouver ce Dieu, et est surtout un acte de foi en la raison ; puis l'approche apophatique, notamment à partir de Guillaume d'Ockham, mettant Dieu hors d'atteinte de toute raison, de toute rationalité, arrivant à le décrire comme « quelque chose de tout à fait transcendant, [...] un surétant non-être », le met hors du monde, de toute existence, et se rapproche involontairement de l'athéisme, tout en faisant de la rencontre avec Dieu un acte mystique.

### Chez le peuple
De nombreuses fêtes chrétiennes ont été placées à des dates d'anciennes fêtes païennes, la chrétienté travaille durant des siècles à intégrer des rites et mythes païens aux rites chrétiens (les différents saints permettant de créer des mythes chrétiens intégrant des mythes païens), dont des pratiques magiques et superstitieuses, ce syncrétisme ayant pour but d'intégrer progressivement les populations à la pratique chrétienne. Même si à partir du XIIIe siècle une rationalisation de la croyance est imposée, certains rites ont eu des adeptes jusqu'au XVe siècle. Des fêtes populaires sont organisées (fête des fous, fête de l'âne, charivari), certaines où l'on parodie la religion, les religieux et les autorités, certaines qui fêtent le rythme de la nature qui s'impose à tous, paysans ou citadins (fête de la Saint-Jean, Toussaint...). Ces rites et croyances coexistant avec le catholicisme ne sont nullement des athéismes, mais sont des illustrations du fait que la religion chrétienne n'avait pas tous pouvoirs sur les esprits populaires et a dû s'adapter aux contextes des populations. Les jugements portés à l'époque, sur les déviances par rapport à la religion, révèlent surtout les variations des dogmes de l’Église médiévale (période plus moins syncrétique, théocratique d'Innocent III, conciliaire, etc). À partir du début du XIVe siècle, la recherche par l'Église d'une séparation du sacré et du profane permet des occasions de mises par écrit de témoignages d'incroyances dans les populations d'Europe.
Dans leurs prêches aux populations, des prédicateurs s'inquiètent des « sceptiques, fortes têtes et raisonneurs » dans les paroisses, voire de ceux qui « singent la croyance » sans avoir « goutte de foi ». Les tribunaux ecclésiastiques ont découvert une grande variété de scepticismes populaires, et de nombreux clercs et laïcs de cette époque y ont confessé un athéisme, sans qu'il y ait de système athée cohérent. De nombreux témoignages relégués dans la littérature de cette époque donnent des exemples de propos d'incroyances envers le Christ et les autres religions monothéistes.
Au début du XIVe siècle, l'enquête menée par un inquisiteur dans le village de Montaillou montre que nombre de villageois avaient des opinions naturalistes et matérialistes, qualifiées parfois de « spinozisme sauvage » par Emmanuel Le Roy Ladurie, certains manifestant « un véritable refus du miracle ; une volonté d'évacuer Dieu du monde matériel » digne de Guillaume d'Ockham. D'autres témoignages venant d'autres lieux et sources vont dans le même sens, dont des traités de religieux cherchant à dénombrer les excommuniés de longue date dans des diocèses (plusieurs dizaines de milliers en tout, semble-t-il) et les décrivant comme refusant ou méprisant la religion, parfois sans qu'il soit possible de connaître leur nom pour les traduire devant l'Inquisition car les curés sont menacés par les familles des intéressés.

## À la Renaissance

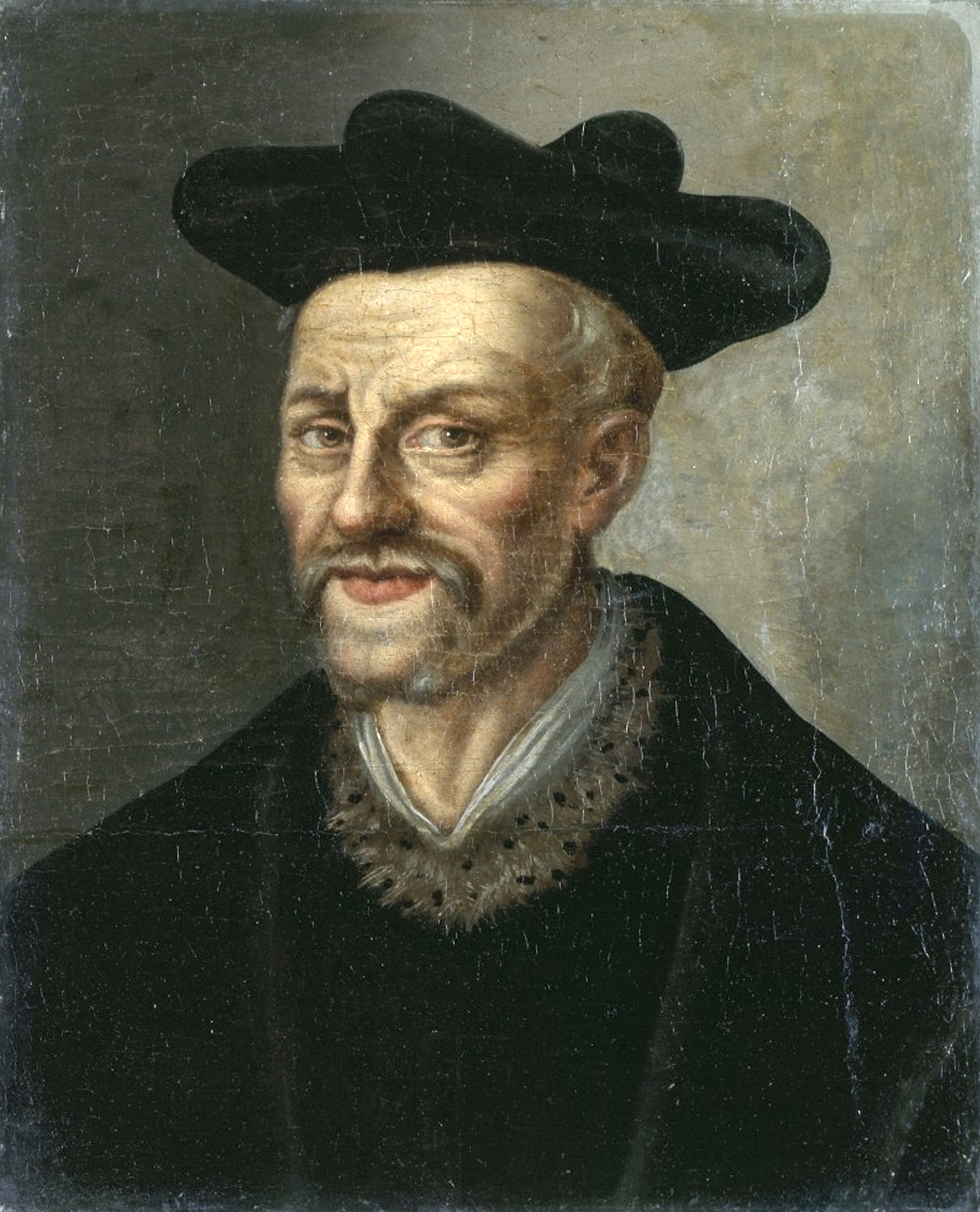
François Rabelais, humaniste français du XVIe siècle.

La période de la Renaissance est une rencontre de plusieurs changements profonds : la Réforme protestante suivie des guerres de Religion, la découverte du Nouveau Monde, la création de l'imprimerie, la naissance de l'humanisme. Le mot français athée est inventé par des lettrés, vers 1550, à partir du mot grec atheos et du mot latin : si son sens est précis, en référence aux auteurs antiques qui ne croyaient en nul dieu, il est très facilement utilisé comme une injure par nombre d'auteurs pour disqualifier un adversaire religieux.
Le contexte du XVIe siècle est favorable à l'incrédulité ; les cas d'« irrespects » vis-à-vis de l’Église se multiplient, et pas seulement de la part des protestants ; des « blasphèmes » et « sacrilèges » sont portés en nombre devant les tribunaux civils et ecclésiastiques. L'inquisition condamne pour « indifférentialisme » (mettre à égalités les différentes religions monothéistes). L'athéisme, l'hérésie, la sorcellerie, l'adoration ou la négation de l'existence du diable, voire la sodomie, sont invoqués simultanément dans les jugements, et les religieux leur trouvent des liens. L'athéisme, qui ne pouvait être que latent au Moyen Âge, devient conscient, mais reste inavouable sous peine de mort, et n'est pas exprimé sous forme d'exposé construit, seulement sous forme de contestation, d'opposition, de questions, voire d'expression d'une révolte ; « pour le dépister, nous ne disposons donc que de témoignages hostiles et d'écrits pleins de sous-entendus et de déguisements », affirme Georges Minois.

### Désaccords entre historiens
Au début du XXe siècle, plusieurs historiens se sont demandé si Rabelais était un sceptique, un agnostique ou un athée camouflant ses convictions, en tenant compte du fait que son Gargantua a été censuré dès 1542 par les autorités religieuses. En 1942, Lucien Febvre publie Le problème de l'incroyance au XVIe siècle dans lequel il semble régler le problème : Rabelais était un croyant, soupçonné au plus d'être un réformé par les catholiques, et le terme athée était alors une grossièreté signifiant qu'il n'avait pas la bonne foi aux yeux de ses accusateurs (ne pas croire de la bonne manière en Dieu, c'est ne pas croire en Dieu), accusation classique à l'époque, entre catholiques et réformés. Lucien Febvre souligne que le sens des mots change suivant les époques et ajoute que les termes désignant une incroyance au sens moderne ont été construits à partir du XVIIe siècle. Aux yeux de l'historien, les hommes de ce temps gardaient une confiance inébranlable dans les Écritures. Bref, parler d'un athéisme au XVIe siècle, c'est faire un anachronisme. Il est donc question que d'« incroyance » pour désigner toute forme de dissidence face à la religion d'après Lucien Febvre.
D'après Georges Minois, les travaux récents en histoire amènent à nuancer fortement ce point de vue, et c'est ce qu'aurait fait la majorité des historiens depuis les années 1980.

### Témoignages hostiles
Avant 1570, quelques auteurs, dont les protestants Jean Calvin, Pierre Viret, Jean Sleidan, décrivent les athées comme une secte de sans dieu, révoltés ou ironiques, posant des questions de cohérence de Dieu et ses actes, disant « Dieu ne se voit point, donc il n'y a point de Dieu », parfois ayant suivi une progression jusqu'au matérialisme sous la suggestion de Satan, ne finissant plus qu'à croire les sens et la chair, et mourant épouvantés devant la mort. Certains rapportent leurs propos : la foi en Dieu a été inventée pour tenir « le peuple en devoir », « il n'y a nul Dieu, d'autant que s'il y avait quelque Dieu, il ne se pourrait qu'il endure une si grande iniquité », le paradis et l'enfer sont dignes des « menaces qu'on fait aux petits enfants », etc. Le phénomène, bien distingué de ceux des naturalistes, des déistes et autres théistes, et parfois attribué à la mauvaise influence des auteurs antiques, est remarqué en France, Suisse, Allemagne, et surtout en Italie, et semble se propager.
Après 1570, le nombre de témoignages sur l'existence d'athées est en continuelle augmentation, sans qu'il soit possible d'en connaître précisément la raison. Les athées sont décrits moins comme étant des révoltés et plus comme affichant un conformisme de façade tout en exprimant leurs contestations ouvertement entre eux, « dans leur confrérie ». Les chrétiens les décrivant incriminent toujours les auteurs antiques matérialistes, parfois les « romans licencieux ou stupides » comme Tristan et Iseut, Amadis, Perceforest, parfois les textes de Machiavel, les voyages en pays étrangers, les conflits religieux qui ouvrent la porte aux doutes, au relativisme religieux et à l'athéisme. Sont repérés plusieurs types de contestataires : ceux qui évoluent dans une cour royale, et se moquent ouvertement des croyances ; ceux qui sont des intellectuels, et qui ne s'expriment qu'en discrétion ; les soudards de l'armée, qui pratiquent la « débauche » et la violence ; ceux qui sont issus du peuple et sont empreints de superstitions les plus diverses. Les arguments des athées sont toujours similaires, s'appuyant sur les auteurs antiques et des critiques rationnelles, considérant que la religion est destinée « aux simples et aux sots », voire qu'elle est nécessaire pour tenir le peuple dans un comportement moral, le problème du mal (« comment Dieu peut-il permettre que le mal existe ? ») ayant une grande résonance en cette période de guerres religieuses.

### Condamnations et aveux
Dans tous les pays d'Europe est remarquée la présence d'athées, et, surtout à partir de 1570, pouvoirs civils et religieux s'inquiètent et répriment ce mouvement, ainsi que le scepticisme religieux. En 1585, le concile d'Aix demande que les athées soient recherchés et punis, des déclarations royales précisent les peines à infliger en cas d'impiétés, allant de l'amende à des « punitions exemplaires et extraordinaires » en cas de récidives. L'Inquisition espagnole punissait l'hérésie jusqu'en 1594, ensuite elle pourchasse aussi l'incroyance et le scepticisme, introduisant le délit du doute sur l'existence du paradis et de l'enfer, celui d'affirmer que seuls sont réels la naissance et la mort (ce qui est équivalent à l'affirmation précédente), d'affirmer « l'âme de l'homme n'est qu'un souffle », que « le sang est l'âme ». L'Inquisition espagnole et italienne surveille les livres présents chez les libraires et les imprimeurs, en exigeant leur liste exhaustive : des milliers de livres sont confisqués et des libraires subissent des procès pour avoir mis en vente des livres mis à l'Index par l’Église (catholique). En Angleterre, les tribunaux anglicans notent de nombreuses déclarations de personnes du peuple relevant d'opinions athées, et amenant certaines à être brûlées vives : le Nouveau testament ne serait « que stupidités, des histoires humaines, ou plutôt une simple fable », « il n'y a pas de Dieu et il n'y a pas d'âme à sauver », « je crois qu'il n'y a ni dieu ni diable, et je ne crois que ce que je vois ». Des sectes anglaises mettent en doute tel ou tel point de la doctrine chrétienne, et de nombreux puritains anglicans avouent parfois avoir été tentés par l'incroyance, certaines personnalités connues sont des mécréants notoires. En Angleterre, certains auteurs de cette époque considèrent que près d'un tiers de la population est athée.

### Réponses de religieux
Des religieux s'appliquent à publier des textes en réponses aux « athées, épicuriens, païens, juifs, mahumedistes et autres infidèles », dont le protestant Philippe Duplessis-Mornay, et le catholique Guy Le Fèvre de La Boderie qui consacrent des livres ou des chapitres entiers aux arguments des athées, parlant d'« athéisme brutal », d'« erreur et stupidité des athées », d'individus « voluptueux et dépravés ». Face au problème du mal, Duplessis-Mornay parle d'« un murmure presque universel » et a pour réponse la soumission au mystère. Ces auteurs rapportent nombre de propos d'athées qui se révèlent alors être des interrogations, des révoltes de l'esprit face à des croyances rationnellement insatisfaisantes. Pierre Charron dans son traité « Les trois Veritez » trouve trois sortes d'athéismes : ceux qui croient en un vague dieu impuissant et nonchalant, les sceptiques qui refusent de se prononcer, et ceux qui déclarent qu'il « n'y avoir point du tout de dieu ». Ces derniers reçoivent une sorte d'hommage de l'auteur en leur attribuant « une âme extrêmement forte et hardie » pour avoir une telle opinion dans un monde qui leur est hostile. Dans ce livre, Charron est ambigu dans ses arguments et semble verser vers l'opinion que la religion est irrationnelle et que la raison devrait être notre seul guide.

## AuxXVIIeetXVIIIesiècles

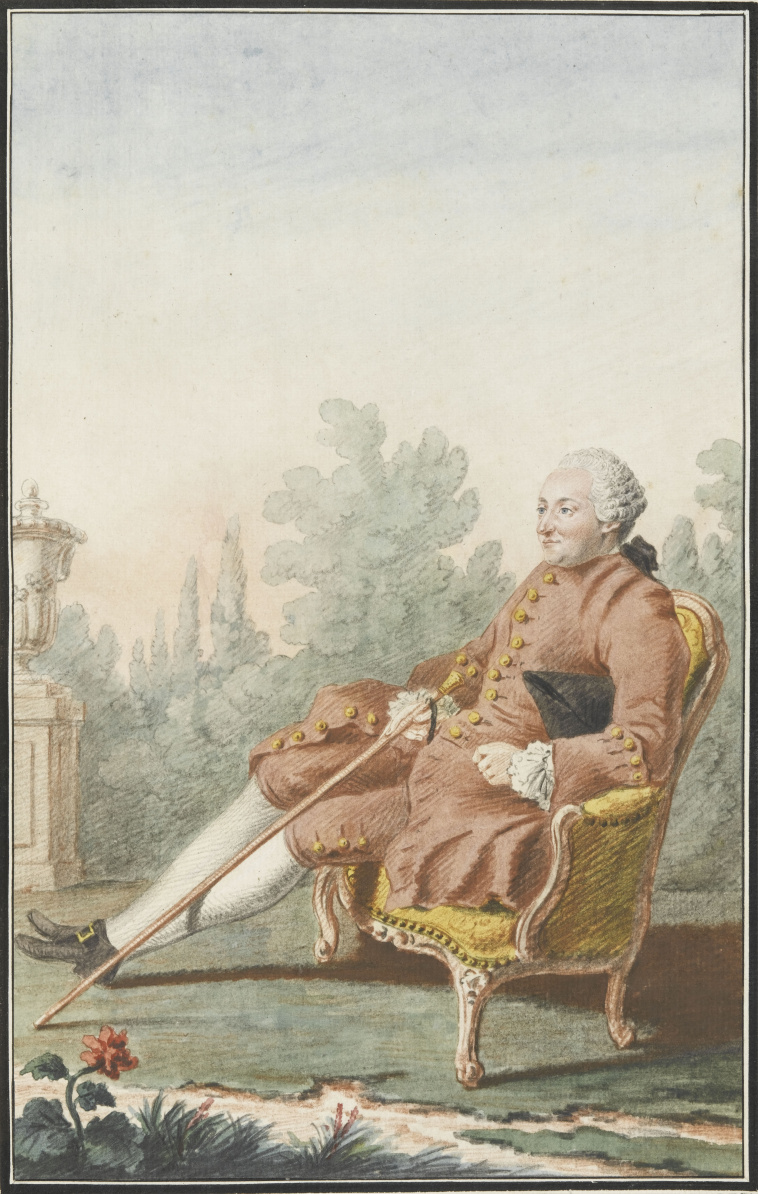
Paul Henri Thiry d'Holbach, dit le baron d'Holbach, symbole de l'athéisme au XVIIIe siècle.

La Renaissance et la Réforme permettent d'assister à une résurgence de la ferveur religieuse, comme en témoignent la prolifération de nouveaux ordres religieux, de confréries, les dévotions populaires dans le monde catholique, et l'apparition de sectes protestantes calvinistes. Cette époque de rivalité interconfessionnelle permit un élargissement des sujets théologiques et l'ouverture aux raisonnements philosophiques, dont la majeure partie sera plus tard utilisée pour promouvoir une vision sceptique du monde religieux. La critique du christianisme est devenue de plus en plus fréquente au cours des XVIIe et XVIIIe siècles, en particulier en France et en Angleterre, avec un « malaise religieux », selon les sources, telles que certains penseurs protestants comme Thomas Hobbes. Ce dernier adopte une philosophie matérialiste et sceptique envers les évènements surnaturels. À la fin du XVIIe siècle, le déisme est ouvertement adopté par les intellectuels, tels que John Toland, et pratiquement tous les philosophes du XVIIIe siècle, en France et en Angleterre.
Le premier athée connu ayant ouvertement rejeté le déisme de couverture, pour nier l'existence de dieu, était l'allemand Matthias Knutzen, qui devance par ses écrits athées de l'an 1674 le prochain auteur athée Jean Meslier, un abbé français, de plus que 50 ans. Knutzen et Meslier ont été suivis par d'autres penseurs ouvertement athées, comme le baron d'Holbach, qui se manifeste à la fin du XVIIIe siècle, au moment où exprimer l'incrédulité en Dieu est devenu une position moins dangereuse.
La Révolution française fit sortir l'athéisme des cercles intellectuels et le fit entrer dans la sphère publique. Beaucoup de mesures séculaires ont alors intégré la législation française à cette époque. Certains révolutionnaires de l'époque ont aussi tenté de déchristianiser la France, en promouvant à la fois le déisme (notamment Robespierre et son Culte de l'Être suprême) et l'athéisme (Culte de la Raison), sans compter la réforme du calendrier.

## AuXIXesiècle
Sous l'ère napoléonienne, la sécularisation de la société française a été institutionnalisée.
Au cours du XIXe siècle, l'athéisme prend de l'ampleur sous l'influence de philosophes, à la fois rationalistes et libres penseurs, et prend la forme de grandes idéologies.

### En France
En France tout d'abord, pour le philosophe Auguste Comte (1798-1857), qui a été le secrétaire de Saint-Simon, Dieu est exclu et remplacé par une religion de l'Humanité, symbolisée par un « Grand-Être ». Comte refuse en effet de voir en Jésus un précurseur, le considérant comme un « aventurier religieux » qui n'a rien apporté à l'humanité. Cette religion de l'Humanité, encore appelée positivisme religieux, est caractérisée par un sacerdoce des savants.

### En Allemagne
En Allemagne, beaucoup de philosophes de cette période étaient aussi convaincus de l'absence de dieux, et étaient critiques envers la religion ; parmi les plus célèbres Arthur Schopenhauer (1788-1860), Karl Marx (1818-1883), Friedrich Nietzsche (1844-1900) ou encore Gerhart Hauptmann (1862-1946).

### Au Japon
L'athéisme s'exprime au Japon notamment avec le penseur Chōmin Nakae, qui introduit les idées des républicains français ainsi que de Jean-Jacques Rousseau sous l'Ère Meiji.

## AuXXesiècle

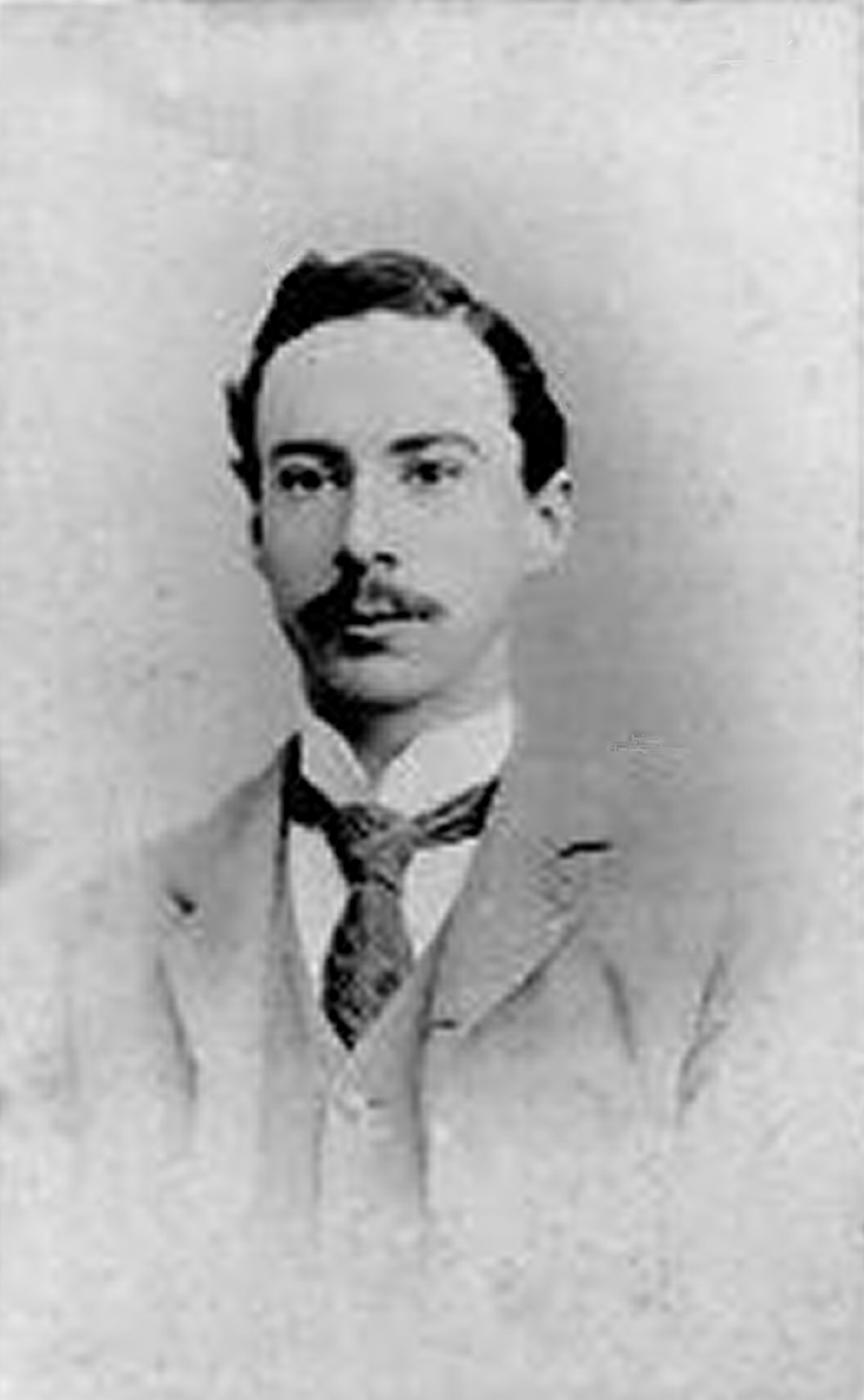
Bertrand Russell, mathématicien et philosophe du XXe siècle

L'athéisme au XXe siècle progresse dans de nombreuses sociétés. La pensée athée est reconnue dans une large variété de philosophies, telles que l'existentialisme, l'objectivisme, l'humanisme laïc, le nihilisme, l'anarchisme, le positivisme logique, le marxisme, le féminisme, et le mouvement scientifique et rationaliste au sens large. Cette nouvelle vision a ouvert la voie à la philosophie analytique, au structuralisme, et au naturalisme. Leurs promoteurs, tel Bertrand Russell, ont dénoncé avec force les méfaits et les illusions issus de la croyance en Dieu.
Dans ses premiers travaux, Ludwig Wittgenstein a tenté de séparer métaphysique et langage surnaturel dans le discours rationnel. AJ Ayer a affirmé l'invérifiabilité et la futilité des arguments religieux, et revendique son adhésion aux sciences empiriques. JN Findlay et JJC Smart ont fait valoir que l'existence de Dieu n'est pas logiquement nécessaire. Matérialistes et naturalistes, tel John Dewey, ont examiné le monde naturel, selon eux à la base de tout, et ont nié l'existence de Dieu ou le concept d'immortalité.
Le XXe siècle a également été marqué par la reprise de l'athéisme à des fins politiques. Sous l'impulsion d'une interprétation fallacieuse des œuvres de Marx et Engels certains mouvements politiques ont même versé dans l'antithéisme. Après la révolution russe de 1917, les libertés pour les minorités religieuses ont survécu pendant quelques années. La Russie révolutionnaire vivait alors dans un climat de tolérance relative à l'égard du phénomène religieux, bien que le Parti bolchévique luttât activement contre la religion par des moyens rigoureusement pacifiques, définis dès 1905 par Lénine. Sa politique s'appuyait en effet sur la définition du jeune Marx : l'État et la société dans son ensemble « produisent la religion, une conscience renversée du monde, parce qu'ils sont eux-mêmes un monde renversé ». Le problème religieux ne fut donc pas placé au premier plan, parce qu'il était avant tout perçu comme le produit idéel de l'oppression pratique et matérielle du prolétariat. Dans cette optique, transformer la base sociale et économique du pays revenait à combattre la source même du religieux, sans pratiquer de répression directe et violente à son égard. Le bolchévisme fit alors la promotion, d'une part, d'un État laïc, qui ne se mêle ni de reconnaître ni d'interdire aucun culte ; d'autre part, d'un parti idéologiquement athée qui cherche à toucher les masses par l'information scientifique, la presse, la littérature, etc.. Sous la politique de terreur rouge lancée par le gouvernement de Lénine, des persécutions antireligieuses ont été menées à grande échelle. Le stalinisme a plus tard relancé une répression farouche à l'encontre des religions. Dans l'URSS de Staline, nombre de lieux confessionnels furent transformés, détruits ou fermés, et le contrôle des populations en ce domaine favorisa une atmosphère de délation à l'égard des croyants. Durant la guerre d'Espagne, de nombreux épisodes de violences antireligieuses et anticléricales, commises par des groupes communistes et des anarchistes, ont eu lieu durant la période dite de la terreur rouge espagnole. L'Union soviétique et les autres États communistes ont promu un antithéisme d'État et se sont opposés aux religions, recourant parfois à la violence contre elles. En 1967, Enver Hoxha alors secrétaire général du Parti du travail d'Albanie, annonça la fermeture de toutes les institutions religieuses dans le pays, déclarant la République populaire d'Albanie « premier État officiellement athée ».
Sartre, au début de la seconde moitié du XXe siècle, revendiquera un existentialisme athée. Il cherchera à poser les bases d'une éthique conciliant athéisme et absence de nature humaine. Robert Misrahi, se fondant sur Spinoza, développera un contenu positif à l'athéisme : une philosophie du bonheur par la joie.
En 1966, le magazine Time demandait « Dieu est-il mort ? » en réponse à la dissolution d'un mouvement religieux chrétien, citant l'estimation que près de la moitié des habitants de la Terre vivent sous un pouvoir détaché du religieux, et des millions d'autres en Afrique, en Asie et en Amérique du Sud ne sont pas intéressés par le Dieu chrétien.

## AuXXIesiècle
La fin du XXe siècle et le début du XXIe siècle ont vu la reprise d'un athéisme théorique par certains philosophes français comme André Comte-Sponville ou Michel Onfray. Notons que Comte-Sponville insiste sur le fait qu'il n'adhère pas aux croyances du catholicisme, mais n'entend pas renoncer pour autant à une certaine partie de ses valeurs qu'il juge pertinentes. Michel Onfray affirme au contraire que l'athéisme doit s'extraire de la morale chrétienne.
Aux États-Unis, la fin de la première décennie du XXIe siècle voit aussi la naissance d'une campagne pour l'athéisme, le « nouvel athéisme » (new atheism), à partir d'essais de journalistes et de scientifiques comme Richard Dawkins et Christopher Hitchens.